# Isaiah Hicks
Isaiah Dwayne Hicks (Henderson, Carolina del Norte, 24 de septiembre de 1994) es un baloncestista estadounidense que pertenece a la plantilla del Seoul Samsung Thunders de la KBL coreana. Con 2,06 metros de estatura, juega en la posición de ala-pívot.

## Trayectoria deportiva

### Universidad
Tras disputar en 2013 el prestigioso McDonald's All-American Game, jugó cuatro temporadas con los Tar Heels de la Universidad de Carolina del Norte en Chapel Hill, en las que promedió 7,4 puntos y 3,6 rebotes por partido. En 2016 fue elegido tanto por los entrenadores como por la prensa especializada el mejor sexto hombre de la Atlantic Coast Conference.
En 2017 se proclamó con su equipo campeón de la NCAA, tras derrotar en la final a Gonzaga Bulldogs, en un partido en el que, saliendo como titular, consiguió 13 puntos, 9 rebotes y 2 tapones.

#### Estadísticas
| Año     | Equipo         | PJ  | PT | MPP  | %TC  | %3P  | %TL  | RPP | APP | ROB | TPP | PPP  |
| ------- | -------------- | --- | -- | ---- | ---- | ---- | ---- | --- | --- | --- | --- | ---- |
| 2013–14 | North Carolina | 34  | 0  | 7.3  | .417 | .200 | .579 | 1.0 | .2  | .1  | .4  | 1.2  |
| 2014–15 | North Carolina | 38  | 3  | 14.8 | .544 | .000 | .621 | 3.0 | .3  | .2  | .4  | 6.6  |
| 2015–16 | North Carolina | 40  | 3  | 18.1 | .619 | –    | .756 | 4.6 | .7  | .5  | .6  | 9.2  |
| 2016–17 | North Carolina | 39  | 39 | 23.3 | .576 | –    | .779 | 5.5 | 1.4 | .4  | .7  | 11.8 |
| Total   | Total          | 151 | 45 | 16.2 | .573 | .167 | .725 | 3.6 | .7  | .3  | .5  | 7.4  |

### Profesional
Tras no ser elegido en el Draft de la NBA de 2017, fue invitado por Los Angeles Clippers para disputar las Ligas de Verano, donde en cinco partidos promedió 8,0 puntos, 3,0 rebotes y 1,4 tapones. En el mes de agosto firmó con los Charlotte Hornets para disputar la pretemporada, siendo uno de los últimos descartes del equipo antes del comienzo de la competición. El 20 de octubre firmó un contrato de dos vías con los New York Knicks, para jugar también en su filial de la G League, los Westchester Knicks.
Debutó con los Knicks en la NBA el 8 de febrero de 2018, en un partido ante los Toronto Raptors, logrando 5 puntos.

## Estadísticas de su carrera en la NBA

### Temporada regular
| Año     | Equipo   | PJ | PT | MPP  | %TC  | %3P  | %TL  | RPP | APP | ROB | TPP | PPP |
| ------- | -------- | -- | -- | ---- | ---- | ---- | ---- | --- | --- | --- | --- | --- |
| 2017-18 | New York | 18 | 0  | 13.3 | .458 | .222 | .667 | 2.3 | .9  | .1  | .2  | 4.4 |
| 2018-19 | New York | 3  | 0  | 10.7 | .500 | -    | .800 | 2.3 | .7  | .3  | 1.0 | 4.0 |
| Total   | Total    | 21 | 0  | 13.0 | .463 | .222 | .696 | 2.3 | .9  | .1  | .3  | 4.4 |